# أنا أيضا في المافيا
أنا أيضا في المافيا (بالدنماركية: Mafiaen – det er osse mig!)‏ هو فيلم كوميدي دنماركي أُنتج في عام 1974، ومن إخراج هيننغ أورنباك وبطولة ديرش باسر.
في هذا الفيلم، الذي تبلغ مدته 91 دقيقة، يجد المحتال "فيفر" (باسر) نفسه عالقًا في العمل مع المافيا. ولكن عندما يطلب منه زعيم العصابة الزواج بابنته، يهرب آخذًا معه الأموال التي سرقها.

## روابط خارجية
- أنا أيضا في المافيا  في قاعدة بيانات الأفلام على الإنترنت (بالإنجليزية)